# Ґлен Бентон
Ґлен Майкл Бентон (англ. Glen Michael Benton; 18 червня 1967, Ніагара-Фоллс, Нью-Йорк, США) — американський музикант, найбільш відомий як співак, текстяр і басист флоридського дет-метал гурту Deicide.
Окрім роботи з Deicide, Бентон також був учасником гурту Vital Remains, час від часу записуючись та виступаючи з ним. Він відомий своїм надзвичайно низьким та потужним гроулом, високим вереском та відверто антихристиянською лірикою. Музика та особисте життя Бентона протягом його кар'єри неодноразово ставали предметом суперечок.

## Раннє життя та освіта
Ґлен Майкл Бентон народився в Ніагара-Фоллс, штат Нью-Йорк, але виріс у Клірвотері, штат Флорида. Зрештою його родина переїхала назад до Нью-Йорка, але через кілька років знову переїхала до Флориди.
Обурення Бентона щодо організованої релігії, яким він згодом став сумнозвісним, почалося ще в ранньому віці. Його батько був практикуючим католиком, а мати — лютеранкою, і він зазнав того, що він описував як «найгірше з обох світів». Його мати була вчителькою недільної школи, і він згадував, як у 8 років його змусили брати участь у різдвяному виставі своєї церкви проти його волі. Він сказав: «Я співав перед церквою, думаючи: «Як я потрапив у це лайно?»». Він також заявив, що родина «жила у стані війни один з одним» через розбіжності в релігії. Він пояснив: «Люди дивуються, чому я такий, який я є, добре, я кажу, чувак, у ранньому віці я стикався з речами, які були схожі на моторошні, переслідуючі та облажані водночас». Бентона виключили з кількох державних шкіл у Ніагарському водоспаді, перш ніж він вступив до католицької школи, де він жартома згадував, що «навіть не [пройшов] далі перших 20 хвилин».
Як і його незгода з релігією, інтерес Бентона до музики також розпочався в ранньому віці; він стверджував, що знав, що хоче стати професійним музикантом, вже у віці «9 чи 10 років». Він описував себе як «дитину в дзеркалі, яка грає з тенісною ракеткою», називаючи Чака Беррі, The Beatles, Літла Річарда, Елвіса Преслі та The Rolling Stones своїми найпершими натхненнями. Зрештою, він почав створювати музику, експериментуючи з гітарами свого батька, стверджуючи, що в процесі його «брат-придурок» глузував з нього.
Музичні інтереси Бентона різко змінилися, коли він вперше познайомився з Black Sabbath. Він згадував: «Я пам’ятаю, як я сидів за сніданком о 7:30 ранку, а мій бумбокс вибухав «Paranoid» моїй матері». Пізніше Бентон працював у місцевому магазині платівок, де познайомився з екстремальним металом. Він вирішив стати метал-вокалістом під час ночі, проведеної під впливом психоделіків та прослуховуванням альбому Seven Churches гурту Possessed.

## Музична кар'єра
21 липня 1987 року, після того, як гітарист Браян Гоффман відповів на оголошення Бентона в місцевому музичному журналі, була створена група Deicide. За кілька днів гурт, до складу якого входили Бентон (бас/вокал), Гоффман, брат Гоффмана Ерік (гітара) та Стів Ашейм (ударні), був названий «Амон» на честь єгипетського божества. Протягом місяця Амон записав сире восьмитрекове демо Feasting the Beast у гаражі Бентона та почав час від часу грати концерти в районі Тампи. У 1989 році Amon записали своє друге демо, Sacrificial, на лейблі Morrisound з продюсером Скоттом Бернсом.
Бентону видалили мигдалики, коли йому було 24 роки, після виходу другого альбому Deicide «Legion». Процедуру профінансувала компанія Roadrunner Records. Через два тижні, все ще відновлюючись після операції, він гастролював Європою з Deicide.
Since 1990, Benton has recorded and released thirteen full-length studio albums with Deicide.

## Артистизм

### Сатанізм та лірика
Ґлен Бентон на сцені, цитовано Джоном Гадушеком з Consequence (30 квітня 2024 р.) 
Бентона, якого описували як «митця, чий публічний образ і музика будуть назавжди переплетені», називали «обличчям сатанинського дез-металу». Metal Injection заявив, що Бентон «безперечно увійде в історію як один із найвідоміших персонажів дез-металу». Бентон вважає, що сучасним геві-метал гуртам бракує театральних рис фронтменів, які надихали його в молодості, таких як Оззі Осборн та Елвіс Преслі. Бентон згадує, як члени родини називали його «злим маленьким покидьком», коли він ріс. Він сказав: «Я просто потрапив у це, і це та особистість, яка в мене була з самого дитинства, у школі та в усьому іншому. Я навіть не знаю чому, але чи дратує мене те, що я піднімаю брови та скуйовджую пір'я? Чорт забирай, так, дратую! [...] Більшість дітей бунтують, а я хотів боротися з цими силами». Він стверджує, що його мотивують дисентери, кажучи: «чим більше ви мені кажете цього не робити, тим більше я це робитиму». Бентон називав Black Sabbath, Dio, Judas Priest, Оззі Осборна та Ронні Джеймса Діо тими, хто вплинув на його шоуменство. На початку кар'єри Deicide Бентон під час виступів носив броньований костюм з шипами, що, за його словами, мало стримувати стрибків зі сцени. Він згадував: «Вони врізалися в мене! Ось чому я носив цю хрінь — щоб ці ідіоти не стрибали на мене зверху. Раніше я носив усі ці обладунки, але зараз все змінилося. Як тільки тебе кілька разів подали до суду, ти навчишся повертатися до справи».

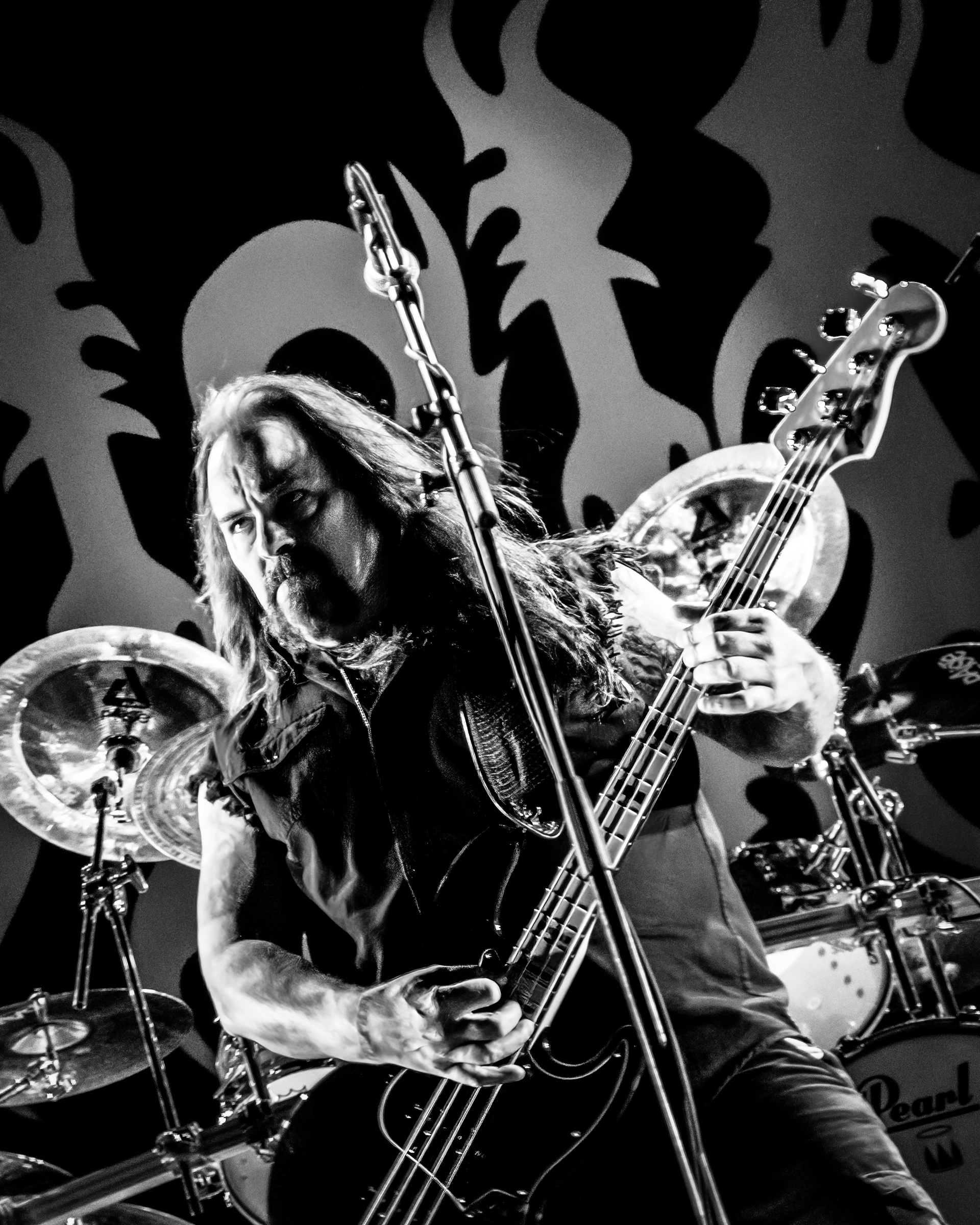
Ґлен Бентон на Midgardsblot 2019

В інтерв'ю 1991 року Бентон заявив, що його наміром було «створити найзлішу музику та отримати вхід до семи воріт пекла», описуючи живі виступи Deicide як «центральний елемент вираження [його] сатанізму». Він пояснив своє розуміння одержимості демонами як «коли ви доходите до певної точки, [де] немає шляху назад [...] і ваше тіло одержиме, і немає жодного способу повернутися назад». В інтерв'ю він стверджував, що має «духовний зв'язок» з Люцифером, який підказує йому, «що говорити і про що писати».
Бентон відомий своїми сатаністськими та антихристиянськими переконаннями, а ліричний зміст Deicide рідко відхиляється від богохульних тем. Бентон сказав: «Це вбито в мене, тому я не можу співати ні про що інше. Якщо я намагаюся співати про інші речі, я залишаю повну порожнечу. Я дозволяю всесвіту говорити через мене, і якщо мені доводиться його змусити, воно просто не прийде». Він пояснив: «Як і з випорожненням, ти хочеш, щоб воно [...] витекло з тебе природним шляхом». Бентон намагається включити подвійні послання у свої тексти пісень і стверджує, що був глибоко стурбований деякими посланнями, які він почув, граючи пісні Deicide задом наперед.
Бентон відомий своїм перевернутим хрестом, який він неодноразово випалював на чолі протягом багатьох років, починаючи з 22 років. За словами барабанщика Deicide Стіва Ашейма, цей вчинок, ймовірно, був відповіддю на попередню увагу преси, яку гурт отримав, коли Браян Гоффман випалив перевернутий хрест собі на руці цигаркою. Бентон підрахував, що він випалював хрест на своїй шкірі дванадцять разів, додавши, що останнього разу він зміг побачити вени та кістки на своєму черепі. Зрештою, він припинив цю практику, коли його благала мати. Бентон прокоментував: «До сьогодні я не знаю, про що, чорт забирай, я думав, але я знав, що мене охрестили католиком у дитинстві, і я відчував, що найкращий спосіб подбати про це — символічно зняти цей католицький слід зі своєї шкіри».

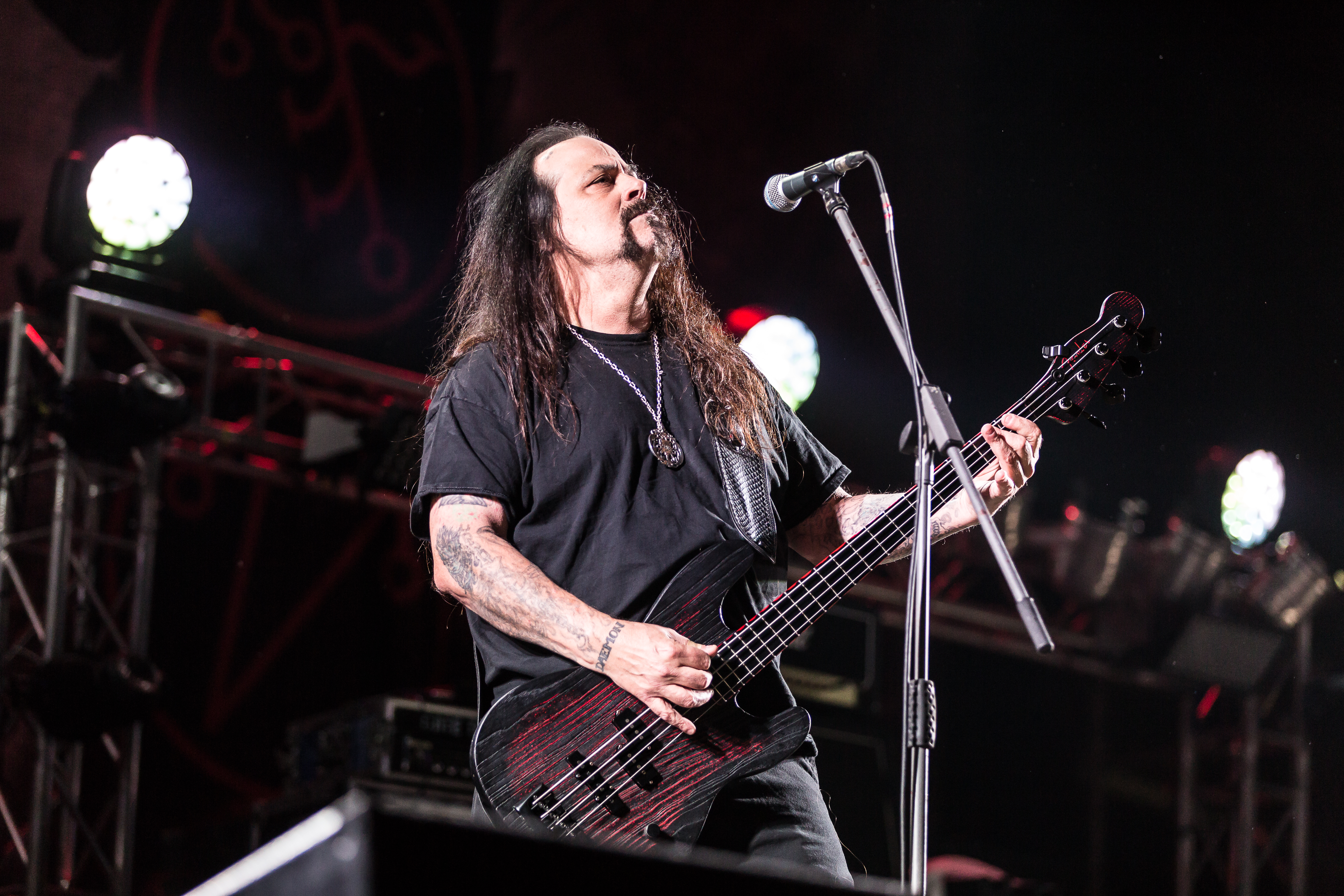
Виступ Бентона з Deicide на Party San Metal Open Air 2023 в Обермелер-Шлотгаймі/Німеччина

Природа «сатанізму» Бентона неясна та є предметом суперечок, зокрема через звинувачення колишнього гітариста Deicide Еріка Гоффмана, який відкинув його як нещирий та хибний. У ранні роки Бентон нібито був теїстичним сатаністом; він натякав, що вірив у християнського Бога, але натомість поклонявся Сатані. Однак, заяви Бентона загалом вважаються жартівливими, оскільки його нібито «сатанізм» з того часу значною мірою визначали як палкий антихристиянський атеїзм, доповнений театральністю, що підходить для гурту. Крім того, Бентон називав себе «шоуменом» і заявив, що в Deicide немає ідеологічного порядку денного, і що музика є понад усе. Отже, його переконання були поставлені під сумнів послідовниками Церкви Сатани Антона ЛаВея, організації, яку Бентон засудив як організовану релігію. Незважаючи на це, Бентон стверджує, що його висвячували в «кількох [інших] сатанинських закладах», які не вимагають грошової вступної плати. Він пояснив: «Я вважаю, що будь-яка організована релігія — це дурниця, якщо за членство до неї доводиться платити. Тож я не знаю, ким це мене робить».

### Спів та гра на бас-гітарі
Спів Бентона чергується між високими вересками, передсмертним гарчанням та криками (які він сам називає своїм «голосом розлюченої людини»). Бентон стверджує, що видалення мигдаликів у віці 24 років сприяло тону його співочого голосу.
Хоча Бентон грав на бас-гітарі пальцями на початку кар'єри Deicide, зрештою він перейшов на плектр. Він пояснив: «Причина, чому я перейшов на плектр, полягає в тому, що в цьому стилі музики басист повинен бути щільним, бо це дуже швидко. Важко грати таку динаміку пальцями. [...] Коли ти граєш на повну, все, що ти чуєш, це «біп-буп-бла-біп-буп». Це має бути більше схоже на гітару. Це просто як гра на ритм-гітарі». Він описує себе як «більше ритм-гравець» та багато своїх творів у Deicide пише на гітарі.

## Обладнання
У травні 2015 року Бентон отримав схвалення від ESP guitars, і з того часу використовує бас-гітару EX, виготовлену на замовлення, з реверсною головкою грифа та звукознімачами EMG. Він також використовував моделі бас-гітар Phoenix та Stream.